# 罗马尼亚社会民主工党
罗马尼亚社会民主工党（羅馬尼亞語：Partidul Social-Democrat al Muncitorilor din România，缩写为PSDMR）是罗马尼亚历史上第一个现代社会主义政党。该党成立于1893年。该党是第二国际的成员，奉行马克思主义，并派遣代表参加了第二国际的前五次大会。该党的力量主要分布在布加勒斯特。1897年，其成员人数增至约6000。1900年2月，该党的改良派和激进派发生分裂。改良派主张将所有支持民主的力量——无论是社会主义者还是非社会主义者——团结在一个单一的政党中，而激进派则主张不仅要为政治民主而斗争，还要为社会主义经济的事业而斗争。改良派最终转而加入国家自由党，并在该党内部继续进行政治活动。该党规模不大，在这次分裂后，该党事实上解体。在约5年的地下弱势存在后，该党原来的激进派重新公开活动，建立罗马尼亚社会主义联盟，并与布加勒斯特新兴的工会运动紧密合作。1910年2月，罗马尼亚社会主义联盟决定建立一个新的全国性政治组织——罗马尼亚社会民主党，并解散自身。